# Bop City

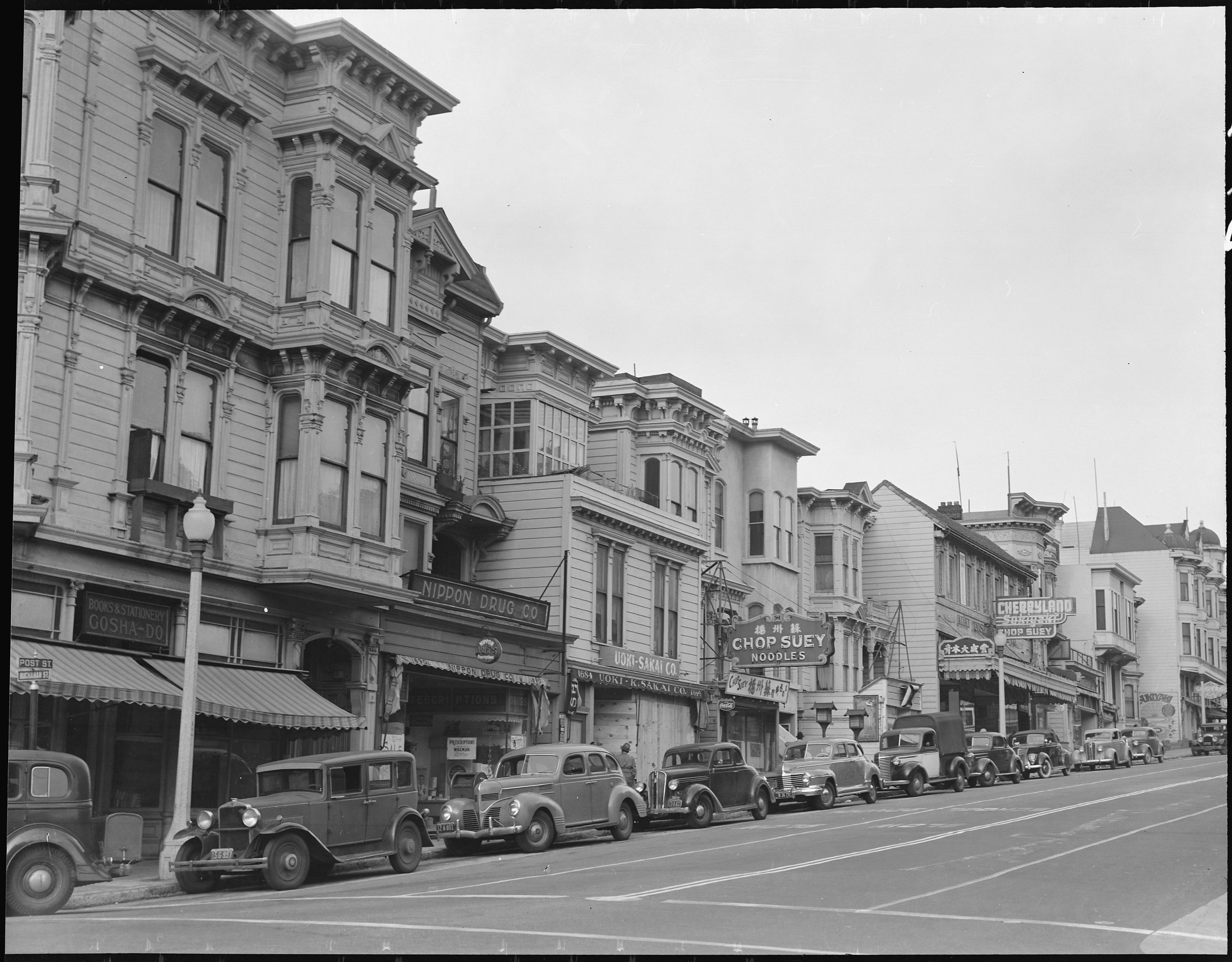
Die Post Street 1942. Foto: Dorothea Lange

Bop City (auch Jimbo’s Bop City) war ein Jazzclub in San Francisco, der von 1950 bis 1965 bestand. Er galt vor allem durch die Auftritte von Künstlern wie Billie Holiday, Louis Armstrong, Chet Baker oder Charlie Parker als einer der berühmtesten Jazzclubs seiner Zeit.

## Geschichte des Clubs
Der Jazzclub Bop City war in den 1950er Jahren einer der bekanntesten Veranstaltungsorte für Jazzmusik in San Francisco. Er befand sich in der 1690 Post Street im Fillmore/Western Addition-Viertel zwischen Laguna St. und Buchanan Street, einem nach der Internierung japanischstämmiger Amerikaner während des Zweiten Weltkriegs stark afroamerikanisch geprägten Viertel.

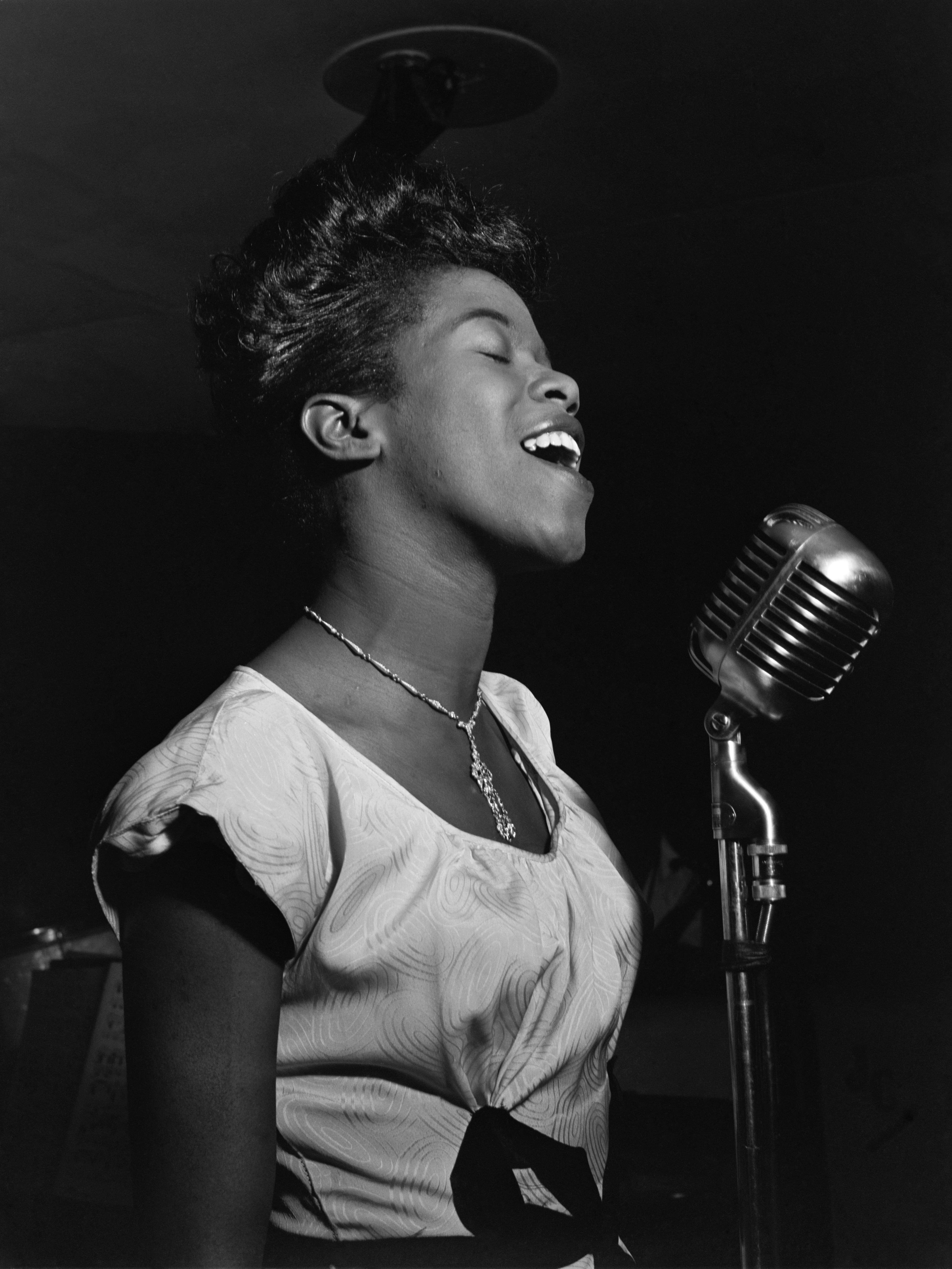
Sarah Vaughan, ca. 1946.
Foto: Gottlieb

Während der moderne Jazz – ob in Form des Swings oder des Bebop – in der Central Avenue von Los Angeles populär war, galt San Francisco in dieser Zeit als Hort des traditionellen Jazz; in den 1940er und noch zu Anfang der 1950er Jahre war die Szene der Bay Area von Dixieland-Revivalbands wie Lu Watters’ Yerba Buena Jazz Band dominiert. Ende der 1940er Jahre entstanden jedoch im Tenderloin und im North-Beach-Viertel neue Clubs, mit der sich die Musikszene der Stadt veränderte.
Das Bop City ging aus dem kurzlebigen, von Slim Gaillard betriebenen Club Vout City hervor. Gaillard zog nach Los Angeles und überließ Charles Sullivan, einem afroamerikanischen Unternehmer, den Veranstaltungsort. Sullivan erwarb das Gebäude und vermietete es an John „Jimbo“ Edwards (1913–2000), der zunächst nur ein Café namens Jimbo’s Waffle Shop eröffnen wollte. Auf Drängen von Musikern entstand in einem größeren Hinterraum ein Veranstaltungsraum mit Bühne, der bald als Bop City in der Stadt populär wurde; der Name wurde nach der Schließung eines gleichnamigen Clubs in New York übernommen. Der Club in San Francisco eröffnete Ende März 1949 mit einem Konzert des Dizzy-Gillespie-Orchesters und Sarah Vaughan. Bop City war vor allem bekannt für seine nächtlichen Jamsessions und Partys, denn der Club öffnete erst um 2.00 Uhr morgens, wenn alle anderen Restaurants und Clubs geschlossen hatten (und hatte bis 6.00 Uhr morgens geöffnet).
Pony Poindexter beschrieb die Szene:

“One night, or should I say one morning, Art Tatum was honored with a special party at Bop City. There was lots of food... Up on the piano were cases of liquor. After everyone had stuffed himself or herself, we all settled back to look and listen to some real piano playing. Still, several hours went by and no one moved. It was daybreak. No one moved. Finally it came to an end. When I left there, I was spent -- both from playing and listening…The very next weekend we had at Bop City the big three trumpet players of the bop style: Dizzy Gillespie, Miles Davis, and Kenny Dorham. Dexter [Gordon] was also there. The session went on til early noon the next day. Jimbo honored them all with a special dinner. The next week the Woody Herman band came to into town, and there was another party for them. That night we heard Stan Getz and Zoot Sims stretch out.”

„Eines Abends, oder sollte ich eines Morgens sagen, wurde Art Tatum mit einer besonderen Party in Bop City geehrt. Es gab viel zu essen... Oben auf dem Klavier waren Kisten Schnaps. Nachdem sich alle selbst gestopft hatten, ließen wir uns alle zurück, um uns ein echtes Klavierspiel anzusehen und zu hören. Dennoch vergingen mehrere Stunden und niemand bewegte sich. Es war Tagesanbruch. Niemand hat sich bewegt. Endlich ging es zu Ende. Als ich dort wegging, war ich damit verbracht – sowohl vom Spielen als auch vom Zuhören... Am nächsten Wochenende hatten wir in Bop City die drei großen Trompetenspieler des Bop-Stils: Dizzy Gillespie, Miles Davis und Kenny Dorham. Dexter [Gordon] war auch dort. Die Sitzung dauerte bis zum frühen Mittag des nächsten Tages. Jimbo ehrte sie alle mit einem besonderen Abendessen. Nächste Woche kam die Woody-Herman-Band in die Stadt, und es gab eine weitere Party für sie. In dieser Nacht hörten wir, wie sich Stan Getz und Zoot Sims ausdehnten.“

Hier konzertierten u. a. Duke Ellington, Ben Webster, Billy Eckstine, Miles Davis, Count Basie, Billie Holiday, Dinah Washington, John Coltrane (im Oktober 1950) und Dewey Redman. Der Saxophonist John Handy, der später bei Charles Mingus spielte, begann hier seine Karriere als Hausmusiker und jammte mit Benny Bailey, Kenny Dorham und Paul Gonsalves. Weitere Hausmusiker waren der Bassist Terry Hilliard und Teddy Edwards. Zu den ersten Musikern, die im Bop City spielten, gehörten Jimmy Heath, Milt Jackson, Roy Porter, Howard Jeffries, Sonny Criss und Hampton Hawes.
Das Bop City war auch der Ort, in dem das einzige Zusammentreffen von Charlie Parker und Louis Armstrong stattfand; der Trompeter war nach einem eigenen Konzert in den Club gekommen, in dem gerade Parker spielte. Zu den Besuchern gehörten auch der junge Clint Eastwood sowie Prominente und Hollywood-Stars wie Joe Louis, Marilyn Monroe, Kim Novak und Sammy Davis junior.

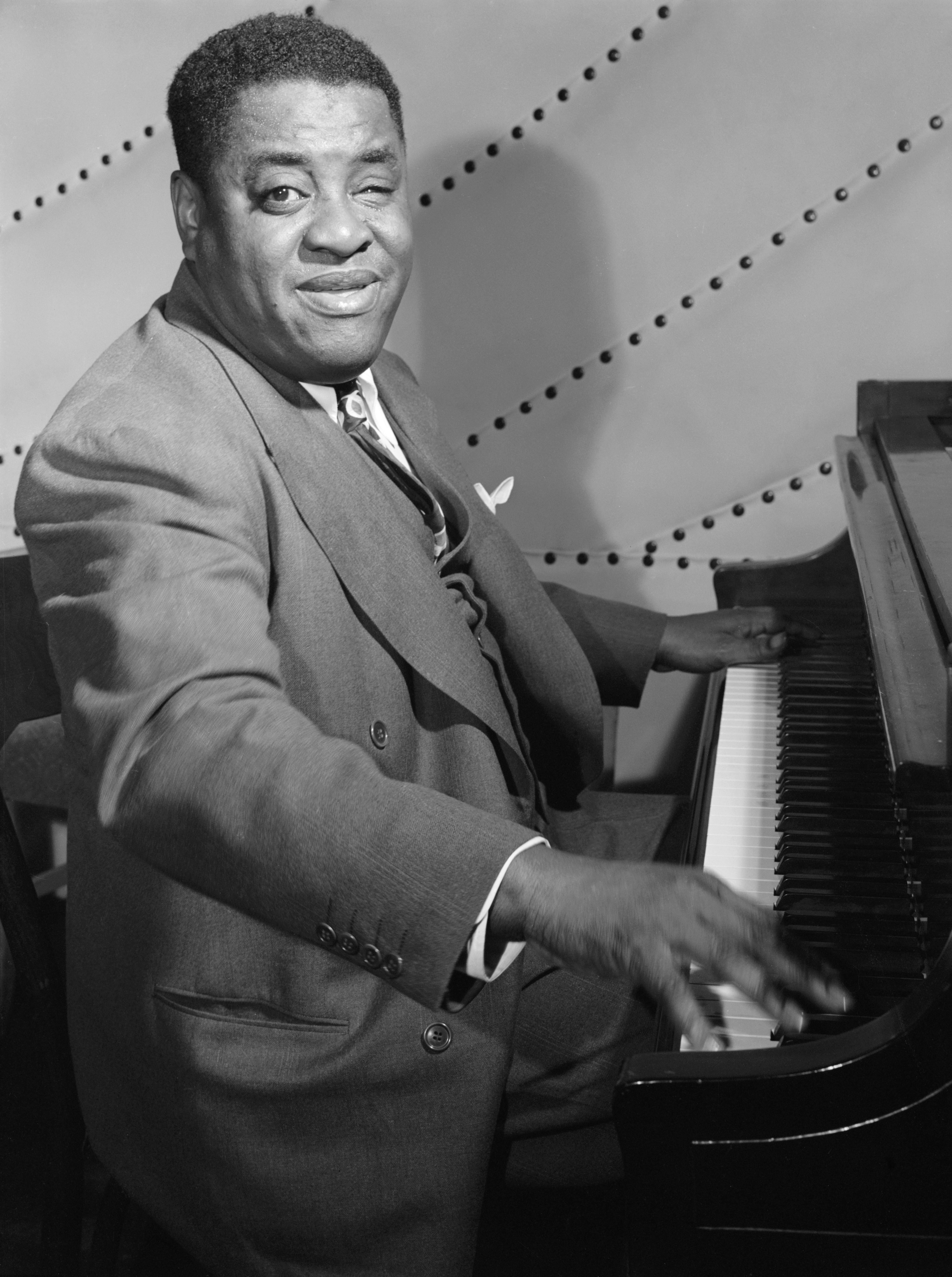
Art Tatum, Vogue Room, NYC, 1948.
Fotografie von William P. Gottlieb

Das Bop City zog auch Schriftsteller wie Jack Kerouac und Künstler an; der Maler und Filmemacher Harry Smith (* 1923) bemalte die Wände mit abstrakten Motiven und schuf eine Lightshow, die zur Musik von Dizzy Gillespie und Thelonious Monk lief. Zwar kostete der Eintritt nur einen Dollar und Musiker kamen kostenlos hinein, doch Jimbo Edwards entschied stets selbst, wen er hineinließ und wen nicht:

“We don't allow no squares in Bop City. If you don't understand what we doin', then leave and don't come back.”

„Wir erlauben keine Spießbürger in Bop City. Wenn du nicht verstehst, was wir tun, dann geh und komm nicht zurück.“

Die Sängerin Mary Stallings kommentierte die Atmosphäre aus der afroamerikanischen Perspektive:

“It’s such a spiritual music, it really binds people together. And for that time, people that had any kind of prejudice or any kind of hang-ups, they don't even feel it. They'll sit next to each other, drink out of the same glass and won't feel a thing. I mean, that's from the heart.”

„Es ist so eine spirituelle Musik, sie verbindet die Menschen wirklich miteinander. Und für diese Zeit, Menschen, die irgendeine Art von Vorurteilen oder irgendeine Art von Auflegen hatten, fühlen es nicht einmal. Sie sitzen nebeneinander, trinken aus demselben Glas und fühlen nichts. Ich meine, das ist von Herzen.“

1965 musste Jimbo Edwards den Club schließen, kurz nachdem auch weitere bekannte Jazzclubs wie das Black Hawk und das Say When ihre Aktivitäten einstellt hatten. Das viktorianische Gebäude, in dem sich Jimbo’s Waffle Shop befand, wurde im Zuge der Sanierungsarbeiten in dem Stadtviertel Mitte der 1970er Jahre zwei Häuserblocks weiter in die 1712 Fillmore Street verschoben; der Hinterraum, in dem der Club Bop City war, fiel jedoch dem Abriss zum Opfer. John „Jimbo“ Edwards starb im April 2000 im Alter von 87 Jahren.
Carol P. Chamberland drehte 1998 den Dokumentarfilm The Legend of Bop City, in dem Dick Berk, Jimbo Edwards und Teddy Edwards mitwirkten.